# 305 f.Kr.

## Händelser

### Efter plats

#### Seleukiderriket
- Seleukos grundar Seleukia vid floden Tigris som sin huvudstad.

#### Syrien
- Antigonos I Monofthalmos sänder sin son Demetrios att erövra Rhodos, som har vägrat honom väpnat stöd mot Ptolemaios. Han visar stor uppfinningsrikedom, då han uppfinner nya belägringsmaskiner i sitt framgångsrika försök att inta staden. Bland hans skapelser återfinns en 60 meter lång murbräcka, som kräver 1 000 man för att användas och ett belägringstorn på hjul, benämnt "Helepolis" ("Stadsintagare"), som är 40 meter högt och 20 meter brett samt väger 180 ton. Belägringen av Rhodos medför att Demetrios får tillnamnet Poliorketes ("Stadsbelägraren").

#### Romerska republiken
- De romerska konsulerna Marcus Fulvius Curvus Paetinus och Lucius Postumius Megellus besegrar samniterna i det avgörande slaget vid Bovianum, för att göra slut på det andra samnitiska kriget.

## Födda
- Kallimachos, grekisk författare från Kyrene (död 240 f.Kr.)
- Zou Yan, kinesisk filosof (död 240 f.Kr.)